# Кракеул-Негру
Кракеул-Негру (рум. Cracăul Negru) — село у повіті Нямц в Румунії. Входить до складу комуни Крекеоань.
Село розташоване на відстані 295 км на північ від Бухареста, 20 км на північний захід від П'ятра-Нямца, 102 км на захід від Ясс.

## Населення
За даними перепису населення 2002 року у селі проживали 1227 осіб, з них 1224 особи (99,8%) румунів. Рідною мовою 1225 осіб (99,8%) назвали румунську.